# Тимофієнко Віталій Вікторович
Віталій Вікторович Тимофієнко (нар. 4 січня 1993, Слов'янськ, Україна) — український футболіст, лівий півзахисник.

## Біографія
Вихованець донецького «Металурга». У 2010-2013 роках за дубль донеччан зіграв 78 матчів, забив 4 м'ячі. У молодіжці однаково якісно грав як в обороні, так і в середині поля. У 2013 році провів 2 матчі за «Металург» у Прем'єр-лізі. Дебют відбувся 26 травня в матчі останнього туру сезону 2012/13 проти «Шахтаря». Юрій Максимов випустив Тимофієнка на поле на 70-й хвилині замість Миколи Морозюка. Другий шанс проявити себе у вищому дивізіоні також випав на гру з одним з лідерів. 6 жовтня в матчі проти київського «Динамо» Тимофієнко вийшов в основному складі, але вже на 57-й хвилині був замінений на Даніела. У цьому матчі мав шанс відзначитися забитим голом, але пробив поруч зі штангою.
У лютому 2014 року алчевська «Сталь», яка втратила за останній рік багато гравців, посилилася трьома гравцями донецького «Металурга». Разом з Тимофієнком в Алчевськ перебралися також Євген Трояновський і Максим Дегтярьов. Рік по тому «Сталь» через фінансові труднощі змушена була знятися з першості першої ліги. Зважаючи на ситуацію Тимофієнко разом з іншими орендованими гравцями Русланом Мамутова, Микитою Полюляхом і Ясин Хамідом повернувся в «Металург».
На початку сезону 2015/16 років провів 5 матчів за «Гірник-спорт», після чого покинув клуб 1 вересня 2015 року. Сезон 2016/2017 провів у лавах "Авангарда" із Краматорська і по завершенню турніру приєднався до ФК "Черкащина", кольори якого захищав упродовж двох років. У 2019-му підписав контракт із рівненським "Вересом", але після отриманої травми, зігравши усього три гри, рівняни припинили співпрацю із півзахисником. Утім, у серпні 2020, залікувавши травму, повернувся до команди з якою підписав угоду, деталі якої не повідомляються.
| Сезон     | Команда                        | Турнір                | І  | Г |
| --------- | ------------------------------ | --------------------- | -- | - |
| 2010-2011 | Металург (Донецьк)             | Чемпіонат (дубль)     | 21 | 1 |
| 2011-2012 | Металург (Донецьк)             | Чемпіонат (дубль)     | 25 | 0 |
| 2012-2013 | Металург (Донецьк)             | Чемпіонат (дубль)     | 26 | 4 |
|           |                                | УПЛ                   | 1  | 0 |
| 2013-2014 | Металург (Донецьк)             | Чемпіонат (дубль)     | 10 | 1 |
|           |                                | УПЛ                   | 1  | 0 |
| 2013-2014 | Сталь (Алчевськ)               | 1 Ліга                | 7  | 0 |
| 2014-2015 | Сталь (Алчевськ)               | 1 Ліга                | 10 | 0 |
| 2015-2016 | Гірник-Спорт (Горішніі Плавні) | 1 Ліга                | 5  | 0 |
| 2016-2017 | Авангард (Краматорськ)         | 1 Ліга                | 18 | 1 |
| 2017-2018 | Черкащина                      | 1 Ліга                | 12 | 0 |
| 2018-2019 | Черкащина                      | 1 Ліга                | 26 | 2 |
|           |                                | 1 Ліга (стикові ігри) | 2  | 1 |
| 2019-2020 | Верес (Рівне)                  | 2 Ліга                | 3  | 0 |
|           |                                | 2 Ліга (стикові ігри) | 2  | 0 |

Сумарна статистика гравця по лігах:
УПЛ: 2 матчі - 0 голів
1 Ліга: 80 матчів - 4 гола
2 Ліга: 5 матчів - 0 голів